# Leipziger Beatdemo
Die Leipziger Beatdemo, auch Beatkrawalle oder Beataufstand genannt, fand am 31. Oktober 1965 in der Innenstadt von Leipzig statt. Sie war ein Ausdruck von Jugendemanzipation in der DDR, gerichtet gegen das staatliche Verbot von Beatmusik und zahlreichen Beatgruppen. Hauptanlass der Demonstration war das zehn Tage zuvor verhängte Verbot von 54 der 58 registrierten Leipziger Bands, darunter die populären Butlers. Die Demonstration wurde von Volkspolizei und Staatssicherheit gleich nach Beginn gewaltsam aufgelöst. Von 264 Festgenommenen wurden 97 bis zu sechs Wochen zum „beaufsichtigten Arbeitseinsatz“ im Braunkohletagebau Kitzscher und Regis-Breitingen eingesetzt. Diese größte nichtgenehmigte Demonstration der DDR seit dem 17. Juni 1953 blieb neben den Geschehnissen am 7. Oktober 1977 auf dem Berliner Alexanderplatz (468 Festnahmen) bis zum Herbst 1989 in dieser Form einmalig. Das Beatdemo hatte erhebliche Auswirkungen auf die Jugend- und Kulturpolitik der DDR-Führung und indirekt auf die Jugendkultur in der DDR.

## Die Situation im Vorfeld
Die Anfang der 1960er Jahre aufkommende Beatmusik fand auch in der DDR zahlreiche Anhänger. Viele Jugendliche gründeten eigene Bands (im offiziellen Sprachgebrauch: Gitarrengruppen). Die Musik wurde auf Tonbandgeräten mitgeschnitten und nach Gehör immer wieder nachgespielt. Zu den bekanntesten Gruppen gehörten die Sputniks aus Berlin und die Butlers aus Leipzig.
Das Musizieren in der Gruppe und die Beatkonzerte bedeuteten nicht nur Freizeitspaß, sondern war für viele Jugendliche auch Ventil gegen staatliche Zwänge. Anfangs wurde die Beatbewegung von der Staatsmacht toleriert und sogar als progressive Erscheinung gelobt. Insbesondere über die Jugendorganisation FDJ versuchte man Einfluss auf die Jugendlichen zu gewinnen. Das führte dazu, dass Anfang der 1960er Jahre FDJ-Funktionäre und örtliche Kulturfunktionäre die jungen Bands förderten und unterstützten. Diese Entwicklung wurde besonders im 1963 erlassenen Jugendkommuniqué der SED festgeschrieben, das die Jugend zu „Hausherren von morgen“ erklärte und ihr „Vertrauen und Verantwortung“ versprach. Die Betonung eigener Verantwortung wurde später allerdings dezidiert gegen die Beatmania angeführt. Als Höhepunkt der neuen Offenheit wird allgemein das Pfingsten 1964 durchgeführte Deutschlandtreffen der FDJ genannt, aus dem der Rundfunksender DT64 hervorging. Der damalige Jugendfunktionär Hans Modrow sagte später: „Man begriff natürlich, dass man, wenn man die Jugend gewinnen will, auch das annehmen muss, was die Jugend bewegt und begeistert“.

## Politischer Richtungsstreit und Wende in der staatlichen Jugend- und Kulturpolitik
Die neue Öffnung des FDJ-Zentralrates, die in einem „Standpunkt der Abteilung Kultur zur Arbeit mit den Gitarrengruppen“ den „Gitarrensound als progressive Erscheinung der Tanzmusikentwicklung“ lobte, war indes von Beginn an umstritten. Insbesondere die Leipziger SED-Bezirksleitung schlug bereits am 9. September 1964 vor, „die Kapelle (gemeint sind die Butlers) sowie die jugendlichen Gruppen, welche laufend Tanzabende dieser Kapelle besuchen, in die operative Bearbeitung zu nehmen“. Ein Funktionär der „Ideologischen Kommission der Stadt Leipzig“ gab seine Einschätzung, „daß die Spielart sowie die Schlagererfolge nicht zu einer positiven Erziehung der Jugend beiträgt“. Der wichtigste Gegner der neuen Jugendpolitik befand sich im Politbüro der SED. Während Walter Ulbrichts Urlaub ergriff Erich Honecker, damals Verantwortlicher für Sicherheitsfragen im Politbüro, in Vorbereitung des XI. Plenums des ZK der SED die Initiative und ließ das Zentralkomitee neben anderen „dem Sozialismus fremde, schädliche Tendenzen und Auffassungen“ auch „Fragen der Jugendarbeit und das Auftreten des Rowdytums“ debattieren. Das Ergebnis dieser Diskussionen war eindeutig: In einer Vorlage empfahl Honecker, die Anweisung an den Minister des Inneren, „die erforderlichen Maßnahmen einzuleiten, daß die Abteilung Inneres der Räte der Bezirke und Kreise die Mitglieder solcher Gruppen (Gammler u. ä.), die gegen die Gesetze der DDR verstoßen, […] in Arbeitslager eingewiesen werden“.
Eine willkommene Argumentationshilfe dieser entschiedenen Gegner der Beatbewegung bot ein Konzert der Rolling Stones in der Westberliner Waldbühne am 15. September 1965, bei dem es zu Krawallen kam. Die Staatsmacht der DDR änderte ihre Haltung zur Beatbewegung grundlegend. Um ähnliche Vorfälle in Leipzig von vornherein auszuschließen, wurde die Bewegung generell verboten. Es wurden daraufhin alle Beatkonzerte abgesagt und allein vierundfünfzig Bands verboten. Klaus Renft und die Butlers ereilte das Schicksal am 21. Oktober 1965.

## Der 31. Oktober und seine Folgen
Zwei Jugendliche aus Markkleeberg bei Leipzig, die sich mit dem Verbot nicht abfinden wollten, fertigten daraufhin Flugblätter an, auf denen sie zu einer Protestdemonstration aufriefen. Die Demonstration sollte am 31. Oktober 1965 auf dem Wilhelm-Leuschner-Platz in der Leipziger Innenstadt stattfinden. Forderung war die Wiederzulassung der Beatbands. Auf Grund der Kürze der Zeit und ihrer begrenzten technischen Möglichkeiten, war die Wirksamkeit der Flugblattaktion gering. Als die Behörden Kenntnis von der geplanten Aktion erlangten, ging man zunächst agitatorisch und propagandistisch gegen die Jugendlichen vor. Vor allem in der örtlichen Presse wurde die Beatbewegung diffamiert und vor einer Teilnahme an der Demonstration gewarnt. An den Leipziger Ober- und Berufsschulen warnten Lehrer und Funktionäre die Schüler vor einer Teilnahme und drohten bei Nichtbeachtung mit Schulverweisen und anderen Strafen. Hatte die Flugblattaktion vergleichsweise wenig Aufmerksamkeit hervorgerufen, bewirkte die Reaktion des Staates das Gegenteil. Viele Jugendliche erfuhren erst so von der geplanten Demonstration.
Schließlich versammelten sich etwa 2000 bis 2500 vor allem jugendliche Personen auf dem Wilhelm-Leuschner-Platz vor dem Neuen Rathaus. Unter ihnen ein Kern von etwa 800 „echten“ Beatanhängern und viele Funktionäre und Sicherheitskräfte in Zivilkleidung. Mit einem massiven Polizeiaufgebot, unter Einsatz von Gummiknüppeln, Hunden und einem Wasserwerfer, wurde die Demonstration aufgelöst. Insgesamt wurden 267 Demonstranten verhaftet. 97 von ihnen mussten ohne Gerichtsurteil bis zu sechs Wochen lang Zwangsarbeit in Braunkohletagebauen des Leipziger Reviers leisten. Zwar kam es vereinzelt zu Protesten gegen diese drastischen Maßnahmen, aber es gab keine weiteren Ansammlungen.
Die DDR führte nach diesem Ereignis den Begriff des Rowdytums als Straftatbestand ein und reagierte auf dem 11. Plenum des Zentralkomitee der SED im Dezember 1965 mit einer radikalen Wende in der Kultur- und Jugendpolitik. Am 29. Oktober 2005 fand im Leipziger Haus Auensee unter dem Motto „All you need is beat“ ein Gedenkkonzert statt. Neben den Butlers und den Sputniks traten Klaus Renft, gemeinsam mit seinen Weggefährten, der Klaus Renft Combo, Peter „Cäsar“ Gläser, Hans-Jürgen Beyer, Jürgen Kerth, Christiane Ufholz und Tony Sheridan auf.

## Literarische Verarbeitung
In seinem 1977 erschienenen Roman Es geht seinen Gang integrierte Erich Loest den Leipziger Beataufstand in die Biografie seines Helden Wolfgang Wülff. Dieser erfährt von der Demonstration erst durch seinen Staatsbürgerkundelehrer, der im Unterricht mehrmals dringend vor einer Teilnahme warnt, geht aus Neugier zum Leuschnerplatz und wird von einem Polizeihund gebissen. Die Butlers werden hier Old Kings genannt.